# 우치다 뎃페이
우치다 뎃페이(일본어: 内田 哲兵, 1975년 5월 22일 ~ )는 일본의 전 축구 선수이다.

## 구단 경력
과거 방포레 고후에서 활동하였다.